# Étienne Leblond
Étienne Leblond (Parigi, 1801 – Bruxelles, 26 maggio 1848) è stato un ballerino francese.

## Biografia
Allievo di Jean-François Coulon alla scuola di danza dell'Opéra di Parigi, esordì con la compagnia nel 1820. Nel 1826 sposò Sophie-Julie Aumer, figlia di Jean-Pierre Aumer, e l'anno successivo la coppia si trasferì a Bruxelles. I due ballerini esordirono al Théâtre de la Monnaie nell'aprile 1827 e Leblond ottenne subito l'apprezzamento del pubblico e critica per la sua grande tecnica e i grandi salti. Successivamente tornò a danzare a Parigi nel 1830 e poi a Vienna nel 1840, prima di tornare stabilmente nel 1845 a Bruxelles, dove sarebbe morto tre anni più tardi all'età di 47 anni.